# Olympische Sommerspiele 2024/Schwimmen – 400 m Freistil (Männer)
Der Schwimmwettkampf über 400 Meter Freistil der Männer bei den Olympischen Spielen 2024 in Paris wurde am 27. Juli 2024 in der Paris La Défense Arena ausgetragen. Titelverteidiger war der Tunesier Ahmed Hafnaoui, der in Tokio seine erste olympische Medaille gewann.

## Rekorde
Vor Beginn der Olympischen Spiele waren folgende Rekorde gültig:
| Weltrekord         | Paul Biedermann | 3:40,07 min | Rom    | 26. Juli 2009 |
| Olympischer Rekord | Sun Yang        | 3:40,14 min | London | 28. Juli 2012 |

## Titelträger
| Olympische Spiele 2020       | Ahmed Hafnaoui  | 3:43,36 min | Tokio             |
| Weltmeisterschaften 2024     | Kim Woo-min     | 3:42,71 min | Doha              |
| Afrikaspiele 2023            | Marwan Elkamash | 3:51,79 min | Accra             |
| Panamerikanische Spiele 2023 | Guilherme Costa | 3:46,79 min | Santiago de Chile |
| Asienspiele 2022             | Kim Woo-min     | 3:44,36 min | Hangzhou          |
| Europameisterschaft 2022     | Lukas Märtens   | 3:42,50 min | Rom               |
| Pazifikspiele 2023           | Wesley Roberts  | 3:58,41 min | Honiara           |

## Qualifikation
Als Olympische Normzeit (OQT) wurde eine Zeit von 3:46,78 Minuten festgelegt. Athleten die diese Zeit im Qualifikationszeitraum (1. März 2023 bis 23. Juni 2024) erreichten, durften an den Start gehen. Die Anzahl der Athleten war auf maximal zwei pro NOK beschränkt. Darüber hinaus wurden weitere Plätze an Schwimmer vergeben, die die Olympische Basiszeit (OCT) von 3:47,91 Minuten geschwommen waren (maximal ein Schwimmer pro NOK). Über Universalstartplätze bestand eine weitere Chance für die Teilnahme, auch für Athleten die keine der beiden Normzeiten schwimmen konnten.

## Vorläufe
Die schnellsten 8 Athleten aller Läufe qualifizierten sich für das Finale.
| Rang | Lauf | Bahn | Athlet                     | Nation                  | Zeit        | Anmerkung |
| ---- | ---- | ---- | -------------------------- | ----------------------- | ----------- | --------- |
| 1    | 5    | 4    | Lukas Märtens              | Deutschland             | 3:44,13 min | Q         |
| 2    | 4    | 3    | Guilherme Costa            | Brasilien               | 3:44,23 min | Q         |
| 3    | 3    | 3    | Fei Liwei                  | China                   | 3:44,60 min | Q         |
| 4    | 5    | 5    | Elijah Winnington          | Australien              | 3:44,87 min | Q         |
| 5    | 4    | 4    | Samuel Short               | Australien              | 3:44,88 min | Q         |
| 6    | 4    | 1    | Aaron Shackell             | Vereinigte Staaten      | 3:45,45 min | Q         |
| 7    | 4    | 5    | Kim Woo-min                | Südkorea                | 3:45,52 min | Q         |
| 8    | 5    | 3    | Oliver Klemet              | Deutschland             | 3:45,75 min | Q         |
| 9    | 3    | 5    | Ahmed Jaouadi              | Tunesien                | 3:46,19 min |           |
| 10   | 4    | 7    | Danas Rapšys               | Litauen                 | 3:46,27 min |           |
| 11   | 4    | 8    | Kieran Smith               | Vereinigte Staaten      | 3:46,47 min |           |
| 12   | 5    | 1    | Zhang Zhanshuo             | China                   | 3:46,76 min |           |
| 12   | 4    | 2    | Lucas Henveaux             | Belgien                 | 3:46,76 min |           |
| 14   | 3    | 8    | Zalan Sarkany              | Ungarn                  | 3:47,33 min | PB        |
| 15   | 3    | 7    | David Aubry                | Frankreich              | 3:47,53 min |           |
| 16   | 5    | 8    | Kieran Bird                | Großbritannien          | 3:47,54 min |           |
| 17   | 5    | 7    | Marco de Tullio            | Italien                 | 3:47,90 min |           |
| 18   | 3    | 4    | Victor Johansson           | Schweden                | 3:47,98 min |           |
| 19   | 3    | 1    | Alfonso Mestre             | Venezuela               | 3:48,20 min |           |
| 20   | 3    | 6    | Matteo Lamberti            | Italien                 | 3:48,38 min |           |
| 21   | 5    | 2    | Petar Mizin                | Bulgarien               | 3:49,30 min |           |
| 22   | 2    | 5    | Kregor Zirk                | Estland                 | 3:49,59 min |           |
| 23   | 4    | 6    | Antonio Djakovic           | Schweiz                 | 3:49,77 min |           |
| 24   | 5    | 6    | Felix Auböck               | Österreich              | 3:50,50 min |           |
| 25   | 2    | 7    | Eduardo Cisternas          | Chile                   | 3:51,29 min | NR        |
| 26   | 2    | 3    | Ilia Sibirtsev             | Usbekistan              | 3:51,52 min |           |
| 27   | 2    | 4    | Khiew Hoe Yean             | Malaysia                | 3:51,66 min |           |
| 28   | 3    | 2    | Eduardo Oliveira de Moraes | Brasilien               | 3:51,74 min |           |
| 29   | 2    | 2    | Joaquín Vargas             | Peru                    | 3:54,59 min |           |
| 30   | 2    | 6    | Jovan Lekić                | Bosnien und Herzegowina | 3:57,90 min |           |
| 31   | 2    | 8    | Pavel Alovatki             | Moldau                  | 3:59,77 min |           |
| 32   | 2    | 1    | Loris Bianchi              | San Marino              | 4:01,13 min |           |
| 33   | 1    | 5    | Ilias El Fallaki           | Marokko                 | 4:01,59 min |           |
| 34   | 1    | 3    | Raekwon Noel               | Guyana                  | 4:02,29 min | NR        |
| 35   | 1    | 6    | Alberto Vega               | Costa Rica              | 4:03,14 min |           |
| 36   | 1    | 2    | Ridhwan Mohamed            | Kenia                   | 4:05,14 min |           |
| 37   | 1    | 4    | Nikola Gjuretanovikj       | Nordmazedonien          | 4:05,38 min |           |

## Finale
| Rang | Athlet            | Nation             | Zeit        | Anmerkung |
| ---- | ----------------- | ------------------ | ----------- | --------- |
| 1    | Lukas Märtens     | Deutschland        | 3:41,78 min |           |
| 2    | Elijah Winnington | Australien         | 3:42,21 min |           |
| 3    | Kim Woo-min       | Südkorea           | 3:42,50 min |           |
| 4    | Samuel Short      | Australien         | 3:42,64 min |           |
| 5    | Guilherme Costa   | Brasilien          | 3:42,76 min | AM        |
| 6    | Fei Liwei         | China              | 3:44,24 min |           |
| 7    | Oliver Klemet     | Deutschland        | 3:46,59 min |           |
| 8    | Aaron Shackell    | Vereinigte Staaten | 3:47,00 min |           |